# موزیلا تاندربرد
موزیلا تاندربرد (به انگلیسی: Mozilla Thunderbird) نرم‌افزاری آزاد و متن‌باز به‌عنوان رایانامه‌خوان، اخبارخوان، مدیر داده‌های شخصی و کارخواه آر‌اس‌اس و پیام‌رسانی است که توسط بنیاد موزیلا طراحی شده است. این پروژه در اصل از مرورگر وب موزیلا فایرفاکس الگوبرداری شد و در واقع یک رابط کاربری برپایهٔ آن است.

## ویژگی‌ها
تاندربرد یک کارخواه رایانامه، خوراک‌های خبری و گپ (XMPP/IRC) که از نسخهٔ ۷۸٫۰ به بعد، قابلیت مدیریت داده‌های شخصی (PIM) به آن افزوده شده است و پیش از آن نیز به عنوان افزونهٔ تقویم در دسترس بود. قابلیت‌های بیش‌تر نیز از طریق افزونه‌ها در دسترس هستند.

## تاریخچه
این پروژه در ابتدا کمی بعد از ققنوس (نام اصلی و اولیهٔ مرورگر فایرفاکس) و با نام مینوتور راه‌اندازی شد. سپس با نام تاندربرد (پرندهٔ رعد) ادامه پیده کرد.
در ۷ دسامبر ۲۰۰۴ (۱۷ آذر سال ۱۳۸۳)، نسخه ۱٫۰ انتشار یافت و این نرم افزار در سه روز اول ۵۰۰۰۰۰ بار دانلود شد. دانلود نرم‌افزار موزیلا تاندربرد در ۱۰ روز اول به ۱ میلیون رسید.
در ۱۳ ژوئن ۲۰۲۲، تیم موزیلا تاندربرد اعلام کرد که توسعهٔ برنامهٔ اندرویدی K-9 Mail را بر عهده خواهد گرفت و تصمیم دارد که آن را به تدریج تبدیل به نسخهٔ تلفن همراه تاندربرد با پشتیبانی همگام‌سازی کند.
با انتشار نسخهٔ ۱۱۵٫۰ تاندربرد یک بازطراحی بصری مدرن را تجربهٔ کرد که در ۱۴ ژوئیه ۲۰۲۲ منتشر شد. همچنین این نسخه شامل بهبودهایی در عملکرد و ویژگی‌های جدید است که تاندربرد را سریع‌تر و کاربردی‌تر می‌کند.